# Mario Neugebauer
Nubauer, geboren mit dem bürgerlichen Namen Mario Neugebauer ist ein österreichischer Komponist, Produzent und bildender Künstler aus Wien.
1999 nahm er mit Louie Austen das Debütalbum Consequences auf.

## Leben
Im Jahr 2001 waren er und Louie Austen für den im Rahmen des Amadeus Austrian Music Award verliehenen FM4-Award nominiert. 2005 begann er an der Akademie der bildenden Künste in Wien zu studieren und übernahm gleichzeitig die Assistenz des experimentellen Soundlabors. 2008 konzentrierte er sich ausschließlich auf die Malerei und verbrachte 2009, nach persönlicher Einladung von Professor Tal R, ein Jahr an der Kunstakademie Düsseldorf. Schließlich absolvierte Nubauer 2010 seinen Abschluss mit Auszeichnung in Wien, Meisterklasse von Daniel Richter (Erweiterter malerischer Raum).

## Öffentliche Sammlungen
- Landesregierung Niederösterreich St. Pölten
- Sammlung Cserni Steiermark
- Hort Family Collection New York
- Collection of Carole Server & Oliver Frankel New York
- Gail & Stanley Hollander Collection Los Angeles
- Sammlung Volksbank (ÖGV) Wien
- Gesellschaft der Freunde der bildenden Kunst Wien

## Diskografie

### Alben
- 1999: Consequences (Produzent, Gastmusiker Cheap Records)
- 1999: Croustillant Leger (Gastmusiker, Ceap Records)

### Singles
- 2000: Hoping (Produzent, Cheap Records)
- 2003: Easy Love (Produzent, Ceap Records)